# Сюъл (Чили)
Сюъл (на испански: Sewell) е необитаем миньорски град, разположен в Андите в регион О'Хигинс, Чили, на надморска височина между 2000 и 2250 метра.

## История
Градчето е основано през 1906 г. от компанията Braden Copper във връзка с разработването на находище на мед в рудника Ел Тениенте. Кръстено е в чест на първия президент на компанията, Бартън Сюъл.
По време на Голямата депресия компанията става дъщерно дружество на компанията Kennecott Copper. През 1917 г. леярната е преместена от Сюъл в Калетонес. Първоначално работниците (основно мъже) живеят в общежития. По-късно са построени и семейни жилища. След тях следват игрища, площади, магазини и киносалон. Пешеходците са вървели нагоре и надолу по стръмни стълбища. Улиците са неасфалтирани и непригодни за автомобили.
Рудата се е пренасяла надолу по склона до близкия град Гранерос, където се е натоварвала на вагони. Теснолинейката, която свързва Сюъл с близкия град Ранкагуа е построена в периода 1906 – 1911 г. Общото покрито разстояние възлиза на 73 km с денивелация от над 1500 m.:с. 144 – 145
Към 1915 г. Сюъл вече разполага с болница, пожарна и обществен клуб.:с. 126 Жилищните сгради са строени от дърво и са боядисвани в ярки цветове (жълто, червено, синьо). Към 1918 г. в града живеят над 12 000 души.:с. 146 По време на разцвета си към 1960 г., в града живеят над 16 000 души.
Сюъл е наричан „Градът на стълбищата“. Той е построен на терен, който е твърде стръмен за колесни превозни средства, около голямо централно стълбище, тръгващо от железопътната станция (Ескалара Сентрал). всички доставки за града са идвали по теснолинейката. В горните части се намират жилищни помещения, докато под тях са разположени концентратор, водноелектрическа централа и вагонетка.:с. 127,146
На 8 август 1944 г. 102 души загиват в лавина, когато склоновете над града се свличат.:с. 128 През юни 1945 г. пожар убива 355 работници чрез задушаване.:с. 128 Постоянно съпътстващи заплахи за града са земетресенията, лавините и взривовете.

### Упадък
През 1967 г. компанията Kennecott Copper губи мажоритарната си собственост на града, след като правителството на Чили купува 51% от акциите на компанията. По това време повечето хора вече са преселени в Ранкагуа.
През 1971 г. рудникът е национализиран от правителството на Салвадор Алиенде. През 1977 г., след над 7 десетилетия активен живот и след като е поддържал строителството на най-големия подземен рудник в света (Ел Тениенте), Сюъл започва да се обезлюдява, когато държавната компания Codelco решава да пресели семействата от града към по-ниските части на долината и да разруши някои сгради.

### Запазване
Разрушаването на сградите спира към края на 1980-те години, а през 1998 г. правителството на Чили обявява Сюъл за национален паметник. ЮНЕСКО включва града в списъка си на световното културно и природно наследство през 2006 г.
През 1980-те години останалите сгради за обновени, за да приютяват изпълнители. Към днешно време са останали 50 обновени сгради и е създаден исторически музей в една от тях. Codelco използва няколко сгради за служебни цели, но са запазени само основните съоръжения, необходими за минното дело. Достъпът до района не е позволен с частно превозно средство, а само с оторизиран туроператор от Ранкагуа или Сантяго.
През 1999 г. чилийският Колеж на архитектите обявява Сюъл за едно от 10-те най-важни градски творения на Чили. Относно живота в града са написани 9 книги.

## Галерия
- Сюъл, ок. 1920 г.
- Нощен Сюъл, 1922 г.
- Градът през 1942 г.
- Сюъл, септември 2008 г.
- Центърът на града.
- Стълбища в града.
- Изглед от Сюъл.